# Cremonin plan sila
Cremonin plan sila (Luigi Cremona) je metoda proračuna sila u konstrukciji koja se sastoji od trokutastih nosača. Bilo koja građevina čiji se proračun vrši pomoću Cremonine metode i pripadajući plan sila, gleda se kao projekcija dvaju poliedara, čiji bridovi odgovaraju međusobno kao dva recipročna elementa nulsistema. Metoda koja proizlazi iz tog promatranja je toliko jednostavna, da se bez znanja od kuda je izvedena može shvatiti i primijeniti. Prvo se iz zadanih sila dobiju sve vanjske, uravnotežene sile poligona i to tako da se slažu jedna do druge kako slijede opseg tog sistema. Zatim se iz njih, pomoću daljnjeg rastavljanja sila, dobiju sile u štapovima. Pri tome se uvijek počinje u jednom dijelu sistema ili točnije u čvoru, u kojem se osi štapa sijeku i tako tvore za svaki čvor zatvoreni poligon, čije strane, koje se dodiruju u toj točki predstavljaju te sile koje su se prije izračunale. Ti planovi sila su najjasniji i najjednostavniji kada se kod izrade pazi da svaka zatezna sila prolazi kroz točku razdvajanja dvaju vanjskih sila, koje se vežu na kraj zateznog štapa. U tom slučaju svakom trokutnom polju odgovara jedna točka u planu sila, kroz koji prolaze te tri dotične sile, ili svakom čvoru sistema pripada zatvoreni poligon, u planu sila koji se sastoji od sila koje se sudaraju u tom čvoru. Ako se poštuje to pravilo svaka sila se u planu sila pojavljuje samo jednom i paralelno je pomicanje sila nepotrebno. 
To se pravilo samo primjenjuje kada se građevina sastoji od poredanih trokuta. Ako taj uvjet nije ispunjen, gubi se recipročna veza između dviju figura, te je potrebno paralelno pomicanje sila u planu sila, to jest, treba dvaput prikazati silu kako bi se dobili uravnoteženi poligoni. Iz smjera vanjskih sila može se odrediti smjer unutarnjih sila. U tu se svrhu promatra svaka vanjska sila kao rezultirajuća sila onih sila koje izlaze iz čvora ili se, što je preglednije, nacrtaju strelice tako da u svakom čvoru nastane uravnotežen sustav. Te sile štapa nemaju određeni smjer nego djeluju u suprotnim smjerovima, ovisno koju se završnu točku gleda kao točka slaganja sila. Stoga, u planu sila, svaka unutarnja sila dobiva dvije strelice. Prenesu li se te strelice u mrežu plana toga sustava, i to u blizinu dotičnog čvora, tada se štapovi čije strelice su suprotno orijentirane u odnosu na završnu točku štapa, zovu vlačno opterećeni štapovi, a štapovi, čije su strelice orijentirane tako da djeluju prema završnoj točki štapa, zovu se tlačno opterećeni štapovi.